# Falconara Albanese
Falconara Albanese – miejscowość i gmina we Włoszech, w regionie Kalabria, w prowincji Cosenza.
Według danych na rok 2004 gminę zamieszkiwało 1457 osób, 80,9 os./km².